# Michael Steinocher

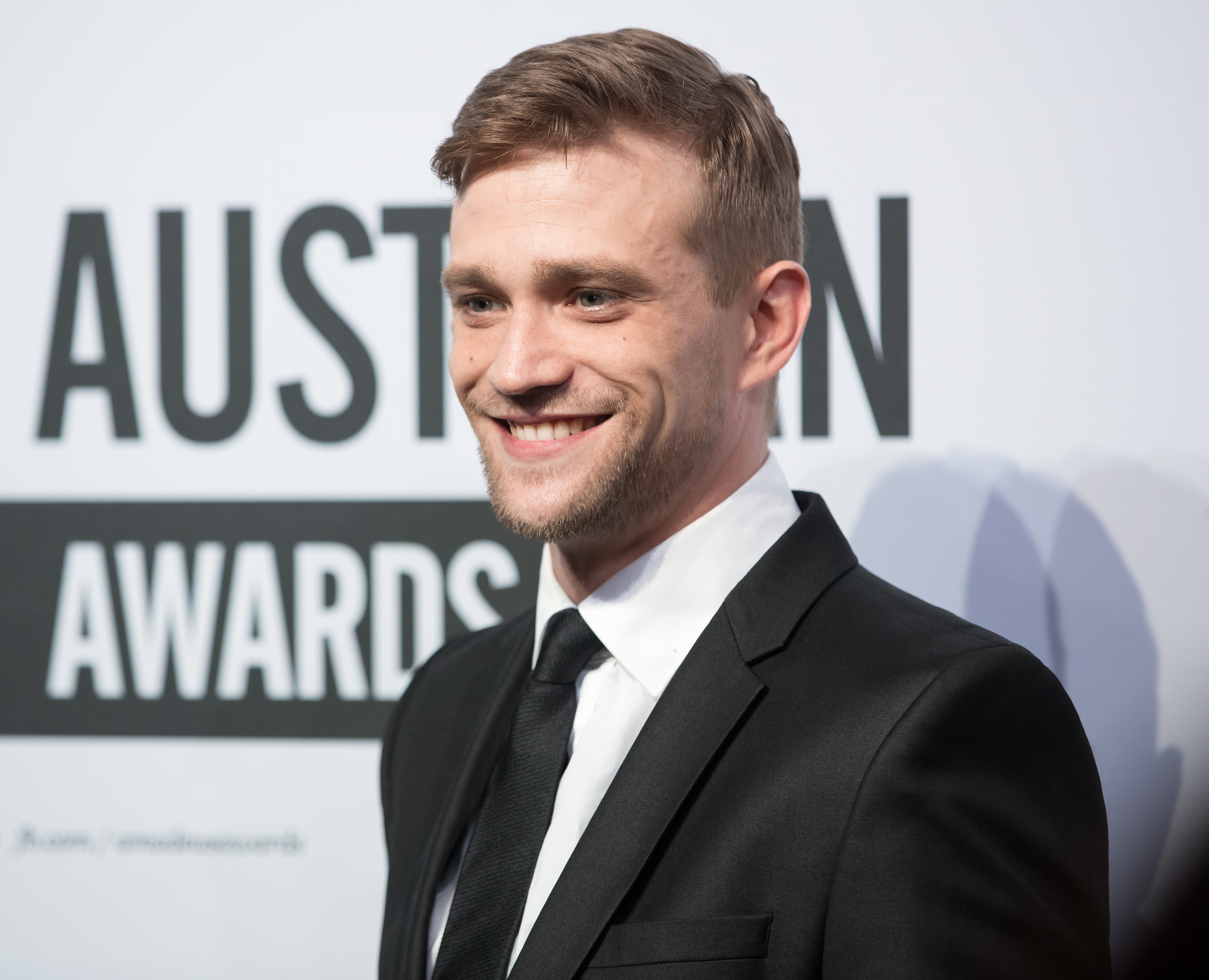
Michael Steinocher (2016)

Michael Steinocher (* 11. Juli 1983 in Wien) ist ein österreichischer Filmschauspieler.

## Karriere
Steinocher spielte erstmals 1997 als 14-Jähriger in der Fernsehserie Die Knickerbocker-Bande die Rolle des Axel. Nach seiner Matura im Jahr 2000 begann er sein Schauspielstudium am Konservatorium der Stadt Wien und stand seitdem als Darsteller in österreichischen und deutschen Fernsehserien vor der Kamera, darunter Kommissar Rex, Medicopter 117 – Jedes Leben zählt und in mehreren Tatort-Folgen.
2006 war Steinocher in In 3 Tagen bist du tot zu sehen, und gewann bei der Romyverleihung 2007 in der Kategorie Bester Männlicher Shooting-Star. Für seine Darstellung des jungen Dorfpolizisten Martin im Landkrimi Der Schutzengel des Oscar-nominierten Filmemachers Götz Spielmann wurde er 2023 erneut mit einer Romy ausgezeichnet.
Im Mai 2015 wurde er bei einem Motorradunfall schwer verletzt und konnte nur durch eine Notoperation gerettet werden.
Von April 2017 bis Februar 2021 (Folge Wien sehen und sterben) war er als Nachfolger von Gregor Seberg Mitglied im Ermittlerteam der SOKO Donau (SOKO Wien in Deutschland). Im August 2019 wurde bekannt, dass ihm Andreas Kiendl ab der 15. Staffel der Serie als Ermittler nachfolgt. Zu seinem überraschenden Abgang gelangten keine Details an die Öffentlichkeit.
2017 heiratete er am Neusiedlersee seine langjährige Freundin Lisa.

## Filmografie
- 1997: Die Knickerbocker-Bande  (Fernsehserie, 14 Folgen)
- 2000: Dolce Vita & Co  (Fernsehserie, drei Folgen)
- 2000/2003: Medicopter 117 – Jedes Leben zählt  (Fernsehserie, zwei Folgen)
- 2005: echos
- 2006: Mutig in die neuen Zeiten – Nur keine Wellen
- 2006: In 3 Tagen bist du tot
- 2008: Soko Kitzbühel  (Fernsehserie, Folge Schatting)
- 2008: Der Schwarze Löwe
- 2008: Tatort – Exitus (Fernsehreihe)
- 2007: Soko Donau (Fernsehserie, Folge Stille Wasser)
- 2009: Blutsfreundschaft
- 2009: Tatort – Baum der Erlösung
- 2009: Soko Donau (Fernsehserie, Folge Verlorene Jugend)
- 2009: Kleine Fische
- 2009: Der Fall des Lemming
- 2009: Schnell ermittelt  (Folge Bettina Klein)
- 2011: Vermisst – Alexandra Walch, 17
- 2011: Isenhart – Die Jagd nach dem Seelenfänger
- 2012: Das Vermächtnis der Wanderhure
- 2012: Soko Donau (Fernsehserie, Folge Tür an Tür)
- 2012: Die lange Welle hinterm Kiel
- 2012: Soko Kitzbühel (Fernsehserie, Folge Viererbande)
- 2012: One Two Three Cheers and a Tiger: The Dream – Astronaut 1969
- 2013: Janus (eine Folge)
- 2014: Soko Kitzbühel (Fernsehserie, zwei Folgen)
- 2013–2019: CopStories (Fernsehserie, durchgehende Rolle, 41 Folgen)
- 2015: Planet Ottakring
- 2016: Tatort: Sternschnuppe
- 2016: Soko Donau (Fernsehserie, zwei Folgen)
- 2017: Die Luther Matrix
- 2017–2021: Soko Donau (Fernsehserie, durchgehende Rolle, 44 Folgen)
- 2018: Trauung mit Hindernissen
- 2018: Die Professorin – Tatort Ölfeld
- 2019: Der vierte Mann
- 2020: Eltern mit Hindernissen
- 2020: Tatort: Unten
- 2020: Blind ermittelt – Zerstörte Träume
- 2022: Landkrimi – Der Schutzengel
- 2022: Die Toten von Salzburg – Schattenspiel
- 2024: Soko Linz – Schmutziges Wasser
- 2024: Gina
- 2024: 80 Plus (Alternativtitel Toni und Helene)
- 2025: Mord in Wien – Der letzte Bissen
- seit 2025: Soko Linz (Fernsehserie, durchgehende Rolle)

## Auszeichnungen
- 2007: Romy in der Kategorie Bester männlicher Shooting-Star
- 2008: Undine Award als Bester jugendlicher Darsteller in einem Fernsehfilm für SOKO Kitzbühel
- 2023: Romy in der Kategorie Beliebtester Schauspieler Serie/Reihe[3]